# Fumetti Marvel Comics in altri media
Le storie e i personaggi dei fumetti Marvel Comics sono stati adattati e trasposti per altri media, come cinema, televisione e videogiochi.

## Live action
| Anno | Titolo italiano                                 | Titolo originale                            | Casa di produzione                 |
| ---- | ----------------------------------------------- | ------------------------------------------- | ---------------------------------- |
| 1986 | Howard e il destino del mondo                   | Howard the Duck                             | Universal Pictures                 |
| 1998 | Blade                                           | Blade                                       | New Line Cinema                    |
| 2000 | X-Men                                           | X-Men                                       | 20th Century Fox                   |
| 2002 | Blade II                                        | Blade II                                    | New Line Cinema                    |
| 2002 | Spider-Man                                      | Spider-Man                                  | Columbia Pictures                  |
| 2003 | Daredevil                                       | Daredevil                                   | 20th Century Fox                   |
| 2003 | X-Men 2                                         | X2                                          | 20th Century Fox                   |
| 2003 | Hulk                                            | Hulk                                        | Universal Pictures                 |
| 2004 | The Punisher                                    | The Punisher                                | Artisan Entertainment              |
| 2004 | Spider-Man 2                                    | Spider-Man 2                                | Columbia Pictures                  |
| 2004 | Blade: Trinity                                  | Blade: Trinity                              | New Line Cinema                    |
| 2005 | Elektra                                         | Elektra                                     | 20th Century Fox                   |
| 2005 | I Fantastici 4                                  | Fantastic Four                              | 20th Century Fox                   |
| 2006 | X-Men - Conflitto finale                        | X-Men: The Last Stand                       | 20th Century Fox                   |
| 2007 | Ghost Rider                                     | Ghost Rider                                 | Columbia Pictures                  |
| 2007 | Spider-Man 3                                    |                                             | Columbia Pictures                  |
| 2007 | I Fantastici 4 e Silver Surfer                  | Fantastic Four: Rise of the Silver Surfer   | 20th Century Fox                   |
| 2008 | Iron Man                                        | Iron Man                                    | Marvel Studios                     |
| 2008 | L'incredibile Hulk                              | The Incredible Hulk                         | Marvel Studios                     |
| 2008 | Punisher - Zona di guerra                       | Punisher: War Zone                          | Lionsgate Films                    |
| 2009 | X-Men le origini - Wolverine                    | X-Men Origins: Wolverine                    | 20th Century Fox                   |
| 2010 | Iron Man 2                                      | Iron Man 2                                  | Marvel Studios                     |
| 2011 | Thor                                            | Thor                                        | Marvel Studios                     |
| 2011 | X-Men - L'inizio                                | X-Men: First Class                          | 20th Century Fox                   |
| 2011 | Captain America - Il primo Vendicatore          | Captain America: The First Avenger          | Marvel Studios                     |
| 2011 | Ghost Rider - Spirito di vendetta               | Ghost Rider: Spirit of Vengeance            | Columbia Pictures                  |
| 2012 | The Avengers                                    | The Avengers                                | Marvel Studios                     |
| 2012 | The Amazing Spider-Man                          | The Amazing Spider-Man                      | Columbia Pictures                  |
| 2013 | Iron Man 3                                      | Iron Man 3                                  | Marvel Studios                     |
| 2013 | Wolverine - L'immortale                         | The Wolverine                               | 20th Century Fox                   |
| 2013 | Thor: The Dark World                            | Thor: The Dark World                        | Marvel Studios                     |
| 2014 | Captain America: The Winter Soldier             | Captain America: The Winter Soldier         | Marvel Studios                     |
| 2014 | The Amazing Spider-Man 2 - Il potere di Electro | The Amazing Spider-Man 2                    | Columbia Pictures                  |
| 2014 | X-Men - Giorni di un futuro passato             | X-Men: Days of Future Past                  | 20th Century Fox                   |
| 2014 | Guardiani della Galassia                        | Guardians of the Galaxy                     | Marvel Studios                     |
| 2015 | Avengers: Age of Ultron                         | Avengers: Age of Ultron                     | Marvel Studios                     |
| 2015 | Ant-Man                                         |                                             | Marvel Studios                     |
| 2015 | Fantastic 4 - I Fantastici Quattro              | Fantastic Four                              | 20th Century Fox                   |
| 2016 | Deadpool                                        | Deadpool                                    | 20th Century Fox                   |
| 2016 | Captain America: Civil War                      | Captain America: Civil War                  | Marvel Studios                     |
| 2016 | X-Men - Apocalisse                              | X-Men: Apocalypse                           | 20th Century Fox                   |
| 2016 | Doctor Strange                                  | Doctor Strange                              | Marvel Studios                     |
| 2017 | Logan: The Wolverine                            | Logan                                       | 20th Century Fox                   |
| 2017 | Guardiani della Galassia Vol. 2                 | Guardians of the Galaxy Vol. 2              | Marvel Studios                     |
| 2017 | Spider-Man: Homecoming                          | Spider-Man: Homecoming                      | Columbia Pictures / Marvel Studios |
| 2017 | Thor: Ragnarok                                  | Thor: Ragnarok                              | Marvel Studios                     |
| 2018 | Black Panther                                   | Black Panther                               | Marvel Studios                     |
| 2018 | Avengers: Infinity War                          |                                             | Marvel Studios                     |
| 2018 | Deadpool 2                                      | Deadpool 2                                  | 20th Century Fox                   |
| 2018 | Ant-Man and the Wasp                            | Ant-Man and the Wasp                        | Marvel Studios                     |
| 2018 | Venom                                           | Venom                                       | Columbia Pictures                  |
| 2019 | Captain Marvel                                  | Captain Marvel                              | Marvel Studios                     |
| 2019 | Avengers: Endgame                               |                                             | Marvel Studios                     |
| 2019 | X-Men: Dark Phoenix                             | Dark Phoenix                                | 20th Century Fox                   |
| 2019 | Spider-Man: Far from Home                       | Spider-Man: Far from Home                   | Columbia Pictures / Marvel Studios |
| 2020 | The New Mutants                                 | The New Mutants                             | 20th Century Fox                   |
| 2021 | Black Widow                                     | Black Widow                                 | Marvel Studios                     |
| 2021 | Shang-Chi e la leggenda dei Dieci Anelli        | Shang-Chi and the Legend of the Ten Rings   | Marvel Studios                     |
| 2021 | Venom - La furia di Carnage                     | Venom: Let There Be Carnage                 | Columbia Pictures                  |
| 2021 | Eternals                                        | Eternals                                    | Marvel Studios                     |
| 2021 | Spider-Man: No Way Home                         | Spider-Man: No Way Home                     | Columbia Pictures / Marvel Studios |
| 2022 | Morbius                                         | Morbius                                     | Columbia Pictures                  |
| 2022 | Doctor Strange nel Multiverso della Follia      | Doctor Strange in the Multiverse of Madness | Marvel Studios                     |
| 2022 | Thor: Love and Thunder                          |                                             | Marvel Studios                     |
| 2022 | Black Panther: Wakanda Forever                  |                                             | Marvel Studios                     |
| 2023 | Ant-Man and the Wasp: Quantumania               | Ant-Man and the Wasp: Quantumania           | Marvel Studios                     |
| 2023 | Guardiani della Galassia Vol. 3                 | Guardians of the Galaxy Vol. 3              | Marvel Studios                     |
| 2023 | The Marvels                                     |                                             | Marvel Studios                     |
| 2024 | Madame Web                                      | Madame Web                                  | Columbia Pictures                  |
| 2024 | Deadpool & Wolverine                            | Deadpool & Wolverine                        | Marvel Studios                     |
| 2024 | Venom: The Last Dance                           | Venom: The Last Dance                       | Columbia Pictures                  |
| 2024 | Kraven - Il cacciatore                          | Kraven the Hunter                           | Columbia Pictures                  |
| 2025 | Captain America: Brave New World                | Captain America: Brave New World            | Marvel Studios                     |
| 2025 | Thunderbolts*                                   |                                             | Marvel Studios                     |
| 2025 | I Fantastici Quattro - Gli inizi                | The Fantastic Four: First Steps             | Marvel Studios                     |
| 2026 | Spider-Man: Brand New Day                       | Spider-Man: Brand New Day                   | Marvel Studios                     |
| 2026 | Avengers: Doomsday                              |                                             | Marvel Studios                     |
| 2027 | Avengers: Secret Wars                           | Avengers: Secret Wars                       | Marvel Studios                     |

| Anno | Titolo italiano                                  | Titolo originale                                   | Casa di produzione |
| ---- | ------------------------------------------------ | -------------------------------------------------- | ------------------ |
| 1944 | Captain America                                  | Captain America                                    | Republic Pictures  |
| 1978 | Spider-Man                                       | Spider-Man                                         | Toei Company       |
| 2011 | Il Consulente                                    | The Consulant                                      | Marvel Studios     |
| 2011 | Scena comica nel raggiungere il martello di Thor | A Funny Thing Happened on the Way to Thor's Hammer | Marvel Studios     |
| 2012 | Item 47                                          | Item 47                                            | Marvel Studios     |
| 2013 | Agente Carter                                    | Agent Carter                                       | Marvel Studios     |
| 2014 | Viva il Re                                       | All Hail the King                                  | Marvel Studios     |
| 2016 | Team Thor                                        | Team Thor                                          | Marvel Studios     |
| 2017 | Team Thor: Part 2                                | Team Thor: Part 2                                  | Marvel Studios     |
| 2017 | No Good Deed                                     | No Good Deed                                       | 20th Century Fox   |
| 2018 | Team Darryl                                      | Team Darryl                                        | Marvel Studios     |
| 2019 | Peter's To-Do list                               | Peter's To-Do list                                 | Marvel Studios     |
| 2021 | Deadpool and Korg React                          | Deadpool and Korg React                            | Maximum Effort     |

| Anno | Titolo italiano                    | Titolo originale                 | Casa di produzione          |
| ---- | ---------------------------------- | -------------------------------- | --------------------------- |
| 1978 | Dr. Strange                        | Dr. Strange                      | Universal Television        |
| 1979 | Captain America                    | Captain America                  | Universal Television        |
| 1979 | Captain America II: Death Too Soon |                                  | Universal Television        |
| 1988 | La rivincita dell'incredibile Hulk | The Incredible Hulk Returns      | New World Television        |
| 1989 | Processo all'incredibile Hulk      | The Trial of the Incredible Hulk | New World Television        |
| 1989 | Il vendicatore                     | The Punisher                     | New World Pictures          |
| 1990 | La morte dell'incredibile Hulk     | The Death of the Incredible Hulk | New World Television        |
| 1990 | Capitan America                    | Captain America                  | 21st Film Corporation       |
| 1994 | The Fantastic Four                 | The Fantastic Four               | Constantin Film             |
| 1996 | Generation X                       | Generation X                     | New World Television        |
| 1998 | Nick Fury                          | Nick Fury: Agent of S.H.I.E.L.D. | 20th Century Fox Television |
| 2005 | Man-Thing - La natura del terrore  | Man-Thing                        | Lionsgate Films             |

| Anni            | Titolo italiano                   | Titolo originale                  | Stagioni | Episodi |
| --------------- | --------------------------------- | --------------------------------- | -------- | ------- |
| 1974 - 1977     | Spidey Super Stories              | Spidey Super Stories              | 3        | 29      |
| 1977 - 1979     | The Amazing Spider-Man            | The Amazing Spider-Man            | 2        | 13      |
| 1977 - 1982     | L'incredibile Hulk                | The Incredible Hulk               | 5        | 80      |
| 1978 - 1979     | Spider-Man                        | Spider-Man                        | 1        | 41      |
| 2006            | Blade - La serie                  | Blade: The Series                 | 1        | 13      |
| 2013 - 2020     | Agents of S.H.I.E.L.D.            | Agents of S.H.I.E.L.D.            | 7        | 136     |
| 2015 - 2016     | Agent Carter                      | Agent Carter                      | 2        | 18      |
| 2015 - 2018     | Daredevil                         | Daredevil                         | 3        | 39      |
| 2015 - 2019     | Jessica Jones                     | Jessica Jones                     | 3        | 39      |
| 2016 - 2018     | Luke Cage                         | Luke Cage                         | 2        | 26      |
| 2017 - 2019     | Legion                            | Legion                            | 3        | 27      |
| 2017 - 2018     | Iron Fist                         | Iron Fist                         | 2        | 23      |
| 2017            | The Defenders                     | The Defenders                     | 1        | 8       |
| 2017            | Inhumans                          | Inhumans                          | 1        | 8       |
| 2017 - 2019     | The Gifted                        | The Gifted                        | 2        | 29      |
| 2017 - 2019     | The Punisher                      | The Punisher                      | 2        | 26      |
| 2017 - 2019     | Runaways                          | Runaways                          | 3        | 33      |
| 2018 - 2019     | Cloak & Dagger                    | Cloak & Dagger                    | 2        | 20      |
| 2020            | Helstrom                          | Helstrom                          | 1        | 10      |
| 2021            | WandaVision                       | WandaVision                       | 1        | 9       |
| 2021            | The Falcon and the Winter Soldier | The Falcon and the Winter Soldier | 1        | 6       |
| 2021 - 2023     | Loki                              | Loki                              | 2        | 12      |
| 2021            | Hawkeye                           | Hawkeye                           | 1        | 6       |
| 2022            | Moon Knight                       | Moon Knight                       | 1        | 6       |
| 2022            | Ms. Marvel                        | Ms. Marvel                        | 1        | 6       |
| 2022            | She-Hulk: Attorney at Law         | She-Hulk: Attorney at Law         | 1        | 9       |
| 2023            | Secret Invasion                   | Secret Invasion                   | 1        | 6       |
| 2024            | Echo                              | Echo                              | 1        | 5       |
| 2024            | Agatha All Along                  | Agatha All Along                  | 1        | 9       |
| 2025 - in corso | Daredevil - Rinascita             | Daredevil: Born Again             | 1        | 9       |
| 2025            | Ironheart                         | Ironheart                         | 1        | 6       |
| 2025            | Wonder Man                        | Wonder Man                        | 1        |         |
| 2026            | Vision Quest                      | Vision Quest                      | 1        |         |
| 2026            | Spider-Noir                       | Spider-Noir                       | 1        | 8       |

| Anno | Titolo italiano                          | Titolo originale                            | Casa di produzione |
| ---- | ---------------------------------------- | ------------------------------------------- | ------------------ |
| 2022 | Licantropus                              | Werewolf by Night                           | Marvel Studios     |
| 2022 | Guardiani della Galassia Holiday Special | The Guardians of the Galaxy Holiday Special | Marvel Studios     |

## Animazione
| Anno | Titolo italiano                     | Titolo originale                    | Casa di produzione            |
| ---- | ----------------------------------- | ----------------------------------- | ----------------------------- |
| 2013 | Big Hero 6                          | Big Hero 6                          | Walt Disney Animation Studios |
| 2018 | Spider-Man - Un nuovo universo      | Spider-Man: Into the Spider-Verse   | Sony Pictures Animation       |
| 2023 | Spider-Man: Across the Spider-Verse | Spider-Man: Across the Spider-Verse | Sony Pictures Animation       |
| 2027 | Spider-Man: Beyond the Spider-Verse | Spider-Man: Beyond the Spider-Verse | Sony Pictures Animation       |

### Serie animate
- The Marvel Super Heroes (1966)
- I Fantastici Quattro (1967–1968)
- L'Uomo Ragno (1967–1970)
- I Fantastici Quattro (1978)
- La Cosa (1979)
- Donna Ragno (1979–1980)
- L'Uomo Ragno (1981–1982)
- L'Uomo Ragno e i suoi fantastici amici (1981–1983)
- L'incredibile Hulk (1982–1983)
- L'audacia degli X-Men (1989)
- Insuperabili X-Men (1992–1997)
- Iron Man (1994–1996)
- I Fantastici Quattro (1994–1996)
- Spider-Man - L'Uomo Ragno (1994–1998)
- L'incredibile Hulk (1996–1997)
- Silver Surfer (1998)
- Spider-Man (1999)
- I Vendicatori (1999–2000)
- X-Men: Evolution (2000–2003)
- Spider-Man: The New Animated Series (2003)
- I Fantastici Quattro (2006–2007)
- The Spectacular Spider-Man (2008–2009)
- Wolverine e gli X-Men (2009)
- Super Hero Squad Show (2009–2011)
- Iron Man: Armored Adventures (2009–2012)
- Black Panther (2010)
- Avengers - I più potenti eroi della Terra (2010–2012)
- Iron Man (2010)
- Wolverine (2011)
- X-Men (2011)
- Blade (2011)
- Ultimate Spider-Man (2012–2017)
- Hulk e gli agenti S.M.A.S.H. (2013–2015)
- Avengers Assemble (2013–2019)
- Disk Wars: Avengers (2014–15)
- Guardiani della Galassia (2015–19)
- Spider-Man (2017–20)
- Gli Avengers del futuro (2017–20)
- Marvel Super Hero Adventures (2017–20)
- Big Hero 6 - La serie (2017–21)
- M.O.D.O.K. (2021)
- What If...? (2021–in corso)
- Spidey e i suoi fantastici amici (2021–in corso)
- Hit-Monkey (2021)
- Baymax! (2022)
- X-Men '97 (2024)
- Il vostro amichevole Spider-Man di quartiere (2025–in corso)

### Cortometraggi animati
- L'audacia degli X-Men (1989)
- X-Men: Darktide (2006)
- Phineas e Ferb: Missione Marvel (2013)
- LEGO Marvel Super Heroes: Sovralimentazione massima (2013)
- LEGO Marvel Super Heroes: Il ritorno degli Avengers (2015)
- Guardiani della Galassia: Cortometraggi (2015–17)
- Marvel Funko Short (2015–2022)
- LEGO Marvel Super Heroes: Guardiani della Galassia - La minaccia di Thanos (2017)
- Ant-Man (2017)
- Avengers Assemble: Cortometraggi (2017)
- Rocket & Groot (2017)
- Spider-Man: Cortometraggi (2017–20)
- LEGO Marvel Super Heroes: Black Panther - Trouble in Wakanda (2018)
- Spider-Geddon (2018)
- Marvel Rising: Initiation (2018)
- Big Hero 6 - Corti animati (2018–21)
- Marvel Rising: Inseguendo fantasmi (2019)
- Marvel Rising: Ultimate Comics (2019)
- Marvel Rising: Cuore di ferro (2019)
- Marvel Rising: Battaglia delle Band (2019)
- Marvel Rising: Operazione Shuri (2019)
- Marvel Rising: Giocare con il fuoco (2019)
- LEGO Marvel Spider-Man - Vexed by Venom (2019)
- Spider-Ham: Imbraciolato nella Rete (2019)
- LEGO Marvel Avengers - Climate Conundrum (2020)
- Meet Spidey and His Amazing Friends (2021–in corso)
- The Good, The Bart, and The Loki (2021)
- LEGO Marvel Avengers - Loki in Training (2021)
- LEGO Marvel Avengers - Time Twisted (2022)
- I Am Groot (2022–in corso)
- The Spider-Within: A Spider-Verse Story (2023)

## Videogiochi
- Spider-Man (1982)
- Questprobe Featuring The Hulk (1984)
- Questprobe Featuring Spider-Man (1984)
- Questprobe Featuring the Human Torch and the Thing (1985)
- Captain America in: The Doom Tube of Dr. Megalomann (1987)
- The Amazing Spider-Man and Captain America in Dr. Doom's Revenge! (1989)
- The Uncanny X-Men (1989)
- X-Men: Madness in Murderworld (1989)
- X-Men II: The Fall of the Mutants (1990)
- The Amazing Spider-Man (1990)
- Silver Surfer (1990)
- The Amazing Spider-Man (1990)
- The Amazing Spider-Man vs. The Kingpin (1990)
- The Punisher (1990)
- The Punisher (1990)
- The Punisher: The Ultimate Payback! (1991)
- Wolverine (1991)
- Captain America and the Avengers (1991)
- Spider-Man: The Videogame (1991)
- The Amazing Spider-Man 2 (1992)
- Spider-Man: Return of the Sinister Six (1992)
- Spider-Man/X-Men: Arcade's Revenge (1992)
- X-Men: Arcade Game (1992)
- The Amazing Spider-Man 3: Invasion of the Spider-Slayers (1993)
- The Punisher (1993)
- X-Men (1993)
- X-Men (1994)
- X-Men 2: Clone Wars (1994)
- The Amazing Spider-Man: Lethal Foes (1994)
- The Incredible Hulk (1994)
- Wolverine: Adamantium Rage (1994)
- Spider-Man and Venom: Maximum Carnage (1994)
- X-Men: Children of the Atom (1994)
- Venom/Spider-Man: Separation Anxiety (1995)
- X-Men 2: Game Master's Legacy (1995)
- Spider-Man: The Animated Series - The Game (1995)
- Avengers in Galactic Storm (1995)
- X-Men: Mutant Apocalypse (1995)
- Marvel Super Heroes (1995)
- Marvel Super Heroes in War of the Gems (1995)
- X-Men Vs. Street Fighter (1996)
- Spider-Man: Web of Fire (1996)
- Spider-Man: The Sinister Six (1996)
- X-Men 3: Mojo World (1996)
- Iron Man and X-O Manowar in Heavy Metal (1996)
- The Incredible Hulk: The Pantheon Saga (1996)
- Fantastic Four (1997)
- Marvel Super Heroes vs. Street Fighter (1997)
- X-Men: The Ravages of Apocalypse (1997)
- Marvel vs. Capcom: Clash of Super Heroes (1999)
- Blade (2000)
- X-Men: Mutant Academy (2000)
- Spider-Man (2000)
- X-Men: Mutant Wars (2000)
- Marvel vs. Capcom 2: New Age of Heroes (2000)
- X-Men: Wolverine's Rage (2001)
- Spider-Man 2: The Sinister Six (2001)
- Spider-Man 2: Enter Electro (2001)
- X-Men: Mutant Academy 2 (2001)
- Spider-Man: Mysterio's Menace (2001)
- X-Men: Il regno di Apocalisse (2001)
- Spider-Man (2002)
- X-Men: Next Dimension (2002)
- Blade 2 (2002)
- The invincible Iron Man (2002)
- Daredevil (2003)
- Hulk (2003)
- X-Men 2: La vendetta di Wolverine (2003)
- Spider-Man 2 (2004)
- Blade: Trinity (2004)
- Il Punitore (2004)
- X-Men Legends (2004)
- X-Men Legends II: L'Era di Apocalisse (2005)
- I Fantastici 4 (2005)
- Fantastic Four: Flame On (2005)
- Ultimate Spider-Man (2005)
- Elektra (2005)
- The Incredible Hulk: Ultimate Destruction (2005)
- Marvel Nemesis: L'Ascesa degli Esseri Imperfetti (2005)
- X-Men: il gioco ufficiale (2006)
- Marvel: La Grande Alleanza (2006)
- Spider-Man: Battle for New York (2006)
- Ghost Rider (2006)
- Spider-Man 3 (2007)
- I Fantastici 4 e Silver Surfer (2007)
- Spider-Man: Amici o nemici (2007)
- Iron Man (2008)
- L'incredibile Hulk (2008)
- Spider-Man: Il regno delle ombre (2008)
- X-Men le origini - Wolverine (2009)
- The Punisher: No Mercy (2009)
- Marvel Super Hero Squad (2009)
- Marvel: La Grande Alleanza 2 (2009)
- Iron Man 2 (2010)
- Spider-Man: Shattered Dimensions (2010)
- Marvel Super Hero Squad: The Gauntlet Infinity (2010)
- Marvel Pinball (2010)
- Marvel vs. Capcom 3: Fate of Two Worlds (2011)
- Thor - Il dio del tuono (2011)
- Captain America: Super Soldier (2011)
- X-Men: Destiny (2011)
- Spider-Man: Edge of Time (2011)
- The Amazing Spider-Man (2012)
- LEGO Marvel Super Heroes (2013)
- Deadpool (2013)
- The Amazing Spider-Man 2 (2014)
- LEGO Marvel's Avengers (2016)
- LEGO Marvel Super Heroes 2 (2017)
- Marvel's Spider-Man (2018)
- Marvel: La Grande Alleanza 3: L'Ordine Nero (2019)
- Marvel's Avengers (2020)
- Spider-Man: Miles Morales (2020)
- Marvel's Guardians of the Galaxy (2021)
- Marvel's Midnight Suns (2022)
- Marvel's Spider-Man 2 (2023)
- Marvel 1943: Rise of Hydra (2025)
- Marvel's Wolverine (TBA)

## Giochi di ruolo
- Marvel Super Heroes (1984) – TSR
- Marvel Super Heroes Adventure Game (1998) – TSR
- Marvel Universe Roleplaying Game (2003) – Marvel Comics

## Parchi di divertimento
Attrazioni dedicate ai personaggi Marvel sono presenti nei parchi di:
- Universal's Islands of Adventure: Marvel Super Hero Island[1]
- Universal Studios Japan: The Amazing Adventures of Spider-Man[2]
- IMG Worlds of Adventure (2016) a Dubai[3][4]
- Hong Kong Disneyland: Iron Man Experience (2016)[5]